# Sallent de Nargó
Sallent de Nargó, również: Sallent, Sellent, Sallent d’Organyà – miejscowość w Hiszpanii, w Katalonii, w prowincji Lleida, w comarce Alt Urgell, w gminie Coll de Nargó.
Według danych INE w 2020 roku liczyła 36 mieszkańców – 22 mężczyzn i 14 kobiet. 